# باباسرگئی
پدر سرگی (به روسی: Отец Сергий) نام کتابی ادبی است که توسط لئو تولستوی، نویسندهٔ اهل روسیه، در سال ۱۸۹۰ نوشته شده‌است. این کتاب یکی از آثار مشهور ادبی جهان است.

## ترجمهٔ فارسی
این کتاب توسط مهناز صدری، سروش حبیبی و کاظم انصاری به زبان فارسی ترجمه شده است.

## خلاصه داستان
داستان زندگی شاهزاده استپان کاساتسکی، جوانی با استعداد و امید، به دلیل خیانت نامزدش، کنتس ماری کورتکوا به تزار نیکولای اول به طرز ناگواری تغییر می‌کند. او تصمیم می‌گیرد به یک راهب تبدیل شود و زندگی عزلت‌نشینی را برمی‌گزیند. 
در این مسیر، با چالش‌ها و وسوسه‌های زیادی روبرو می‌شود، از جمله ملاقات با زنی مطلقه به نام ماکوفکینا که او را به تغییر وادار می‌کند. با گذر زمان، شهرت او به عنوان یک قدیس و شفا دهنده زیاد می‌شود، اما او همچنان در رسیدن به ایمان واقعی دچار تردید است.
پس از مواجهه با یک دختر جوان و ترک صومعه، به دنبال پاشنکا، زنی که سال‌ها پیش به او آسیب رسانده بود، می‌رود. در نهایت، او به سیبری می‌رسد و به عنوان کارگر در یک مزرعه مشغول به کار می‌شود، جایی که به آموزش کودکان و کار در باغ‌ها می‌پردازد. این داستان از اوج امید تا تنهایی و رستگاری او را روایت می‌کند. 
داستان «پدر سرگی» به خواننده این امکان را می‌دهد که در مورد زندگی و انتخاب‌های خود تأمل کند.